# مجزرة باشباغلار
مجزرة باشباغلار (بالتركية: Başbağlar Katliamı)‏ هي الاسم الذي أطلق على مجزرة وقعت في 5 يوليو 1993 راح ضحيتها 33 مدنيًا في قرية باشباغلار (التي أحرقت بعد ذلك)، في مقاطعة أرزينجان خلال الصراع التركي الكردي. وفي حين نُسب الهجوم في الأصل إلى حزب العمال الكردستاني، فقد ادعى جندي القوات الخاصة التركية السابق أيهان جاركين أن الدولة العميقة كانت وراء المذبحة.

## الخلفية
تقع القرية الصغيرة باشباغلار على بعد 220 كيلومترًا من مدينة أرزنجان في شرق الأناضول في إقليم أرزنجان في مقاطعة كيماليه.

## الحادث
زعمت السلطات التركية أن قرابة 100 مسلح مدجج بالسلاح اقتحموا القرية، وسحبوا جميع المدنيين إلى ساحة القرية وأحرقوا منازلهم وممتلكاتهم. وبعد ساعة من الدورة الدعائية قُتل العشرات من رجال القرية أمام عائلاتهم. انتقل المسلحون إلى إحراق القرية بأكملها، وأحرقوا 214 منزلًا ومدرسة ومسجد ومركز مجتمعي.
تعتبر مذبحة باشباغلار واحدة من أكثر عمليات القتل الجماعي دموية في تاريخ حزب العمال الكردستاني.

## التحقيق
لقد زُعم أنه تم القبض على ما يقرب من عشرين شخصًا كجزء من التحقيق الذي سُجن فيه شخصان وحُكم عليهما بالسجن مدى الحياة لكونهما أعضاء في حزب العمال الكردستاني. زعمت السلطات التركية أنه ومع إعلان حزب العمال الكردستاني على ما يبدو مسؤوليته عن الهجوم، فإن زعيم حزب العمال الكردستاني المسجون عبد الله أوجلان قال أثناء الاستجواب، أنه لم يكن على علم بالحادث. وفي عام 1998 تم إغلاق القضية.

## ردود الأفعال
في 5 يوليو 2010، زار الوزير التركي فاروق جيليك باشباغلار لإحياء ذكرى ذلك اليوم، وقال: «مهما مرت سنوات على هذا الحادث، لن ننسى أبدًا هذا الحزن ومن تسبب فيه».